# Königsgrab von Seddin

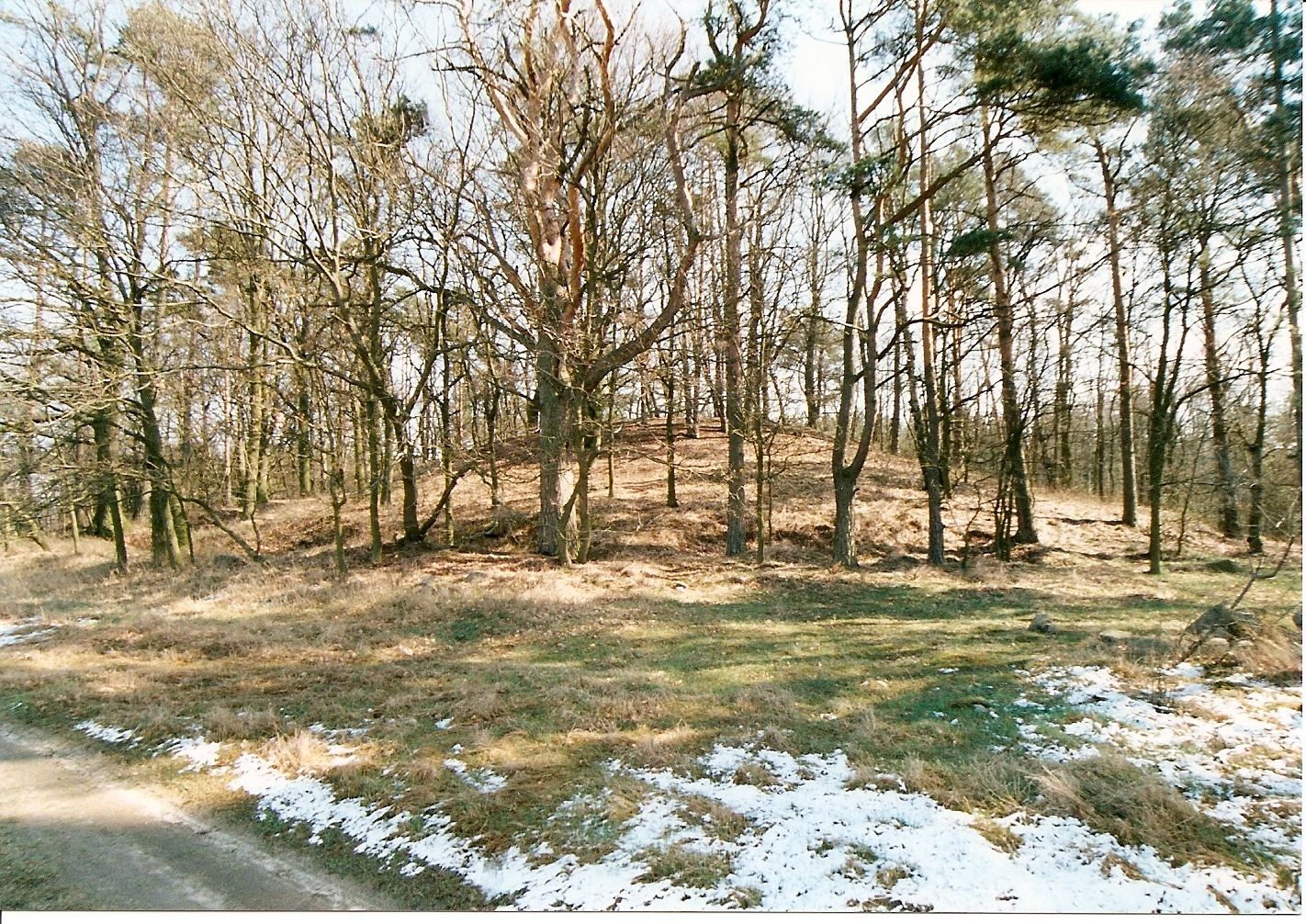
Königsgrab von Seddin

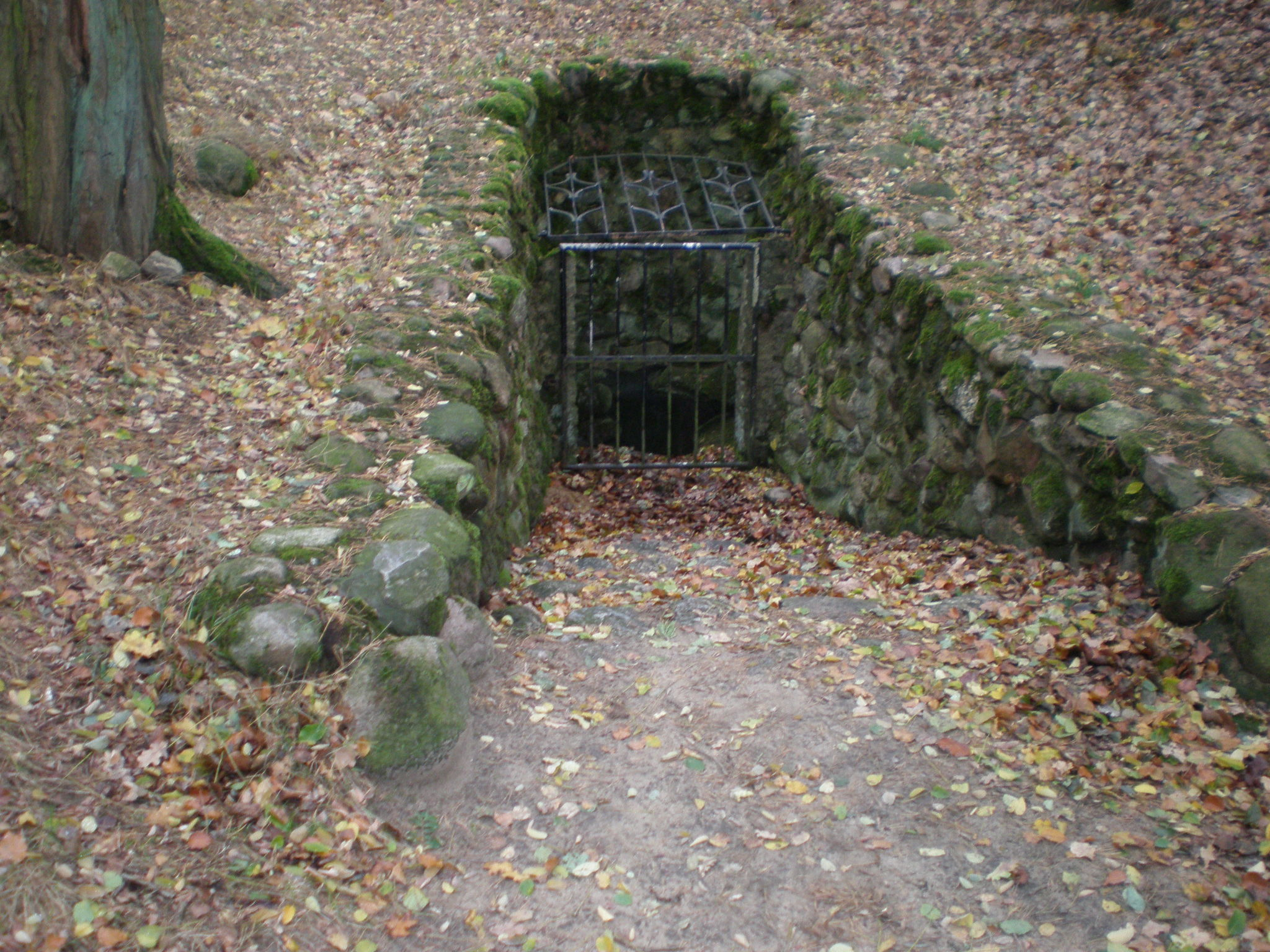
Künstlicher Zugang zur Grabkammer

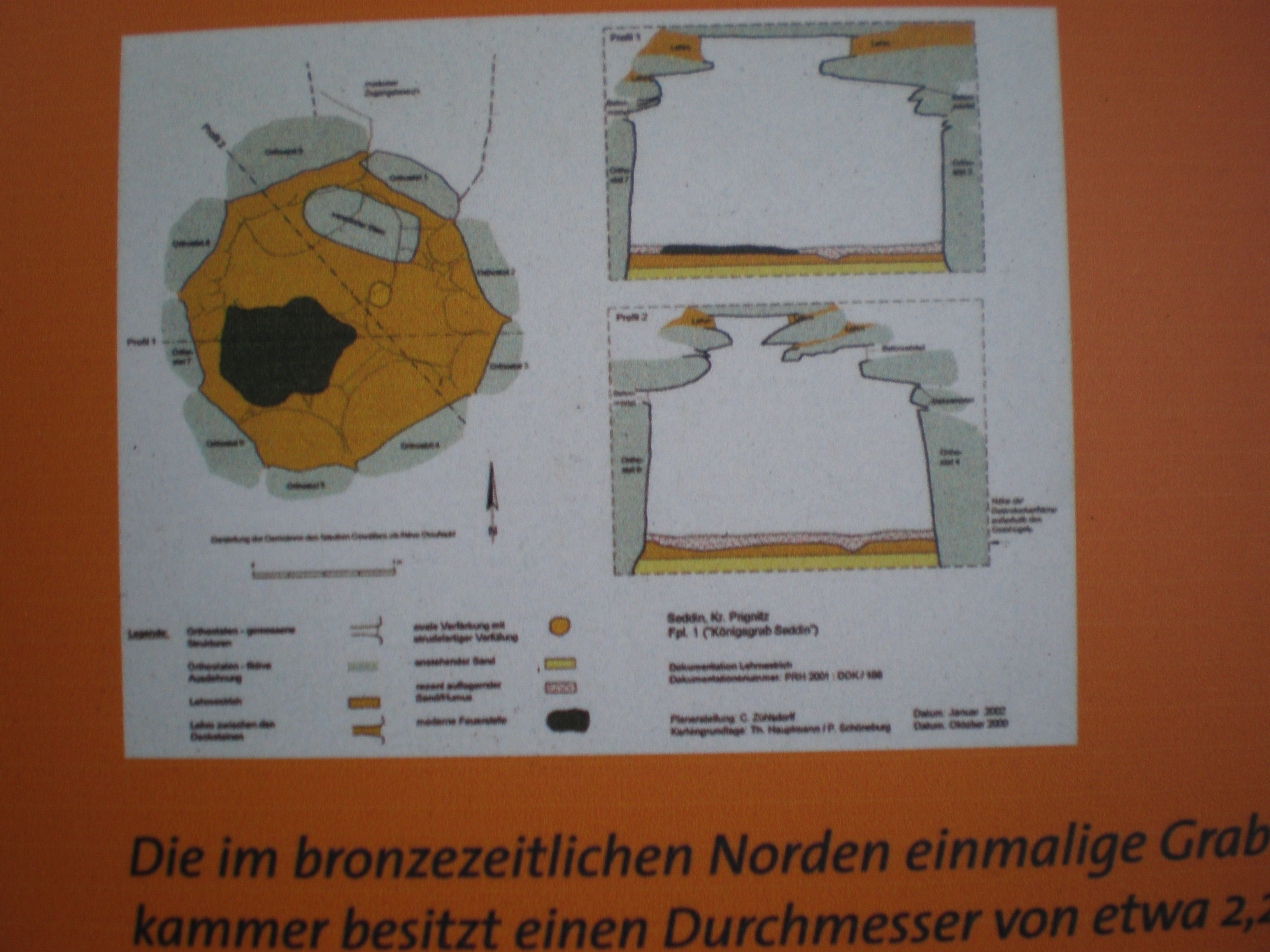
Schema des Königsgrabes von Seddin

Das sogenannte Königsgrab von Seddin ist ein im Durchmesser fast 64 Meter großer und 10 Meter hoher Grabhügel aus der jüngeren Bronzezeit um ca. 800 v. Chr. (Stufe HA B/Periode V). Er befindet sich südwestlich von Seddin, einem Ortsteil der Gemeinde Groß Pankow (Prignitz) im Landkreis Prignitz in Brandenburg, und dort am Rande des Stepenitz-Tales, das zur Elbe hin entwässert. Wegen der Größe des Grabhügels und seines Fundinventars hat die Fundstelle überregionale Bedeutung. Um den Grabhügel wurde 2016 das erste Grabungsschutzgebiet in Brandenburg mit einer Fläche von 5661 Hektar eingerichtet.

## Forschungsgeschichte

### Entdeckung

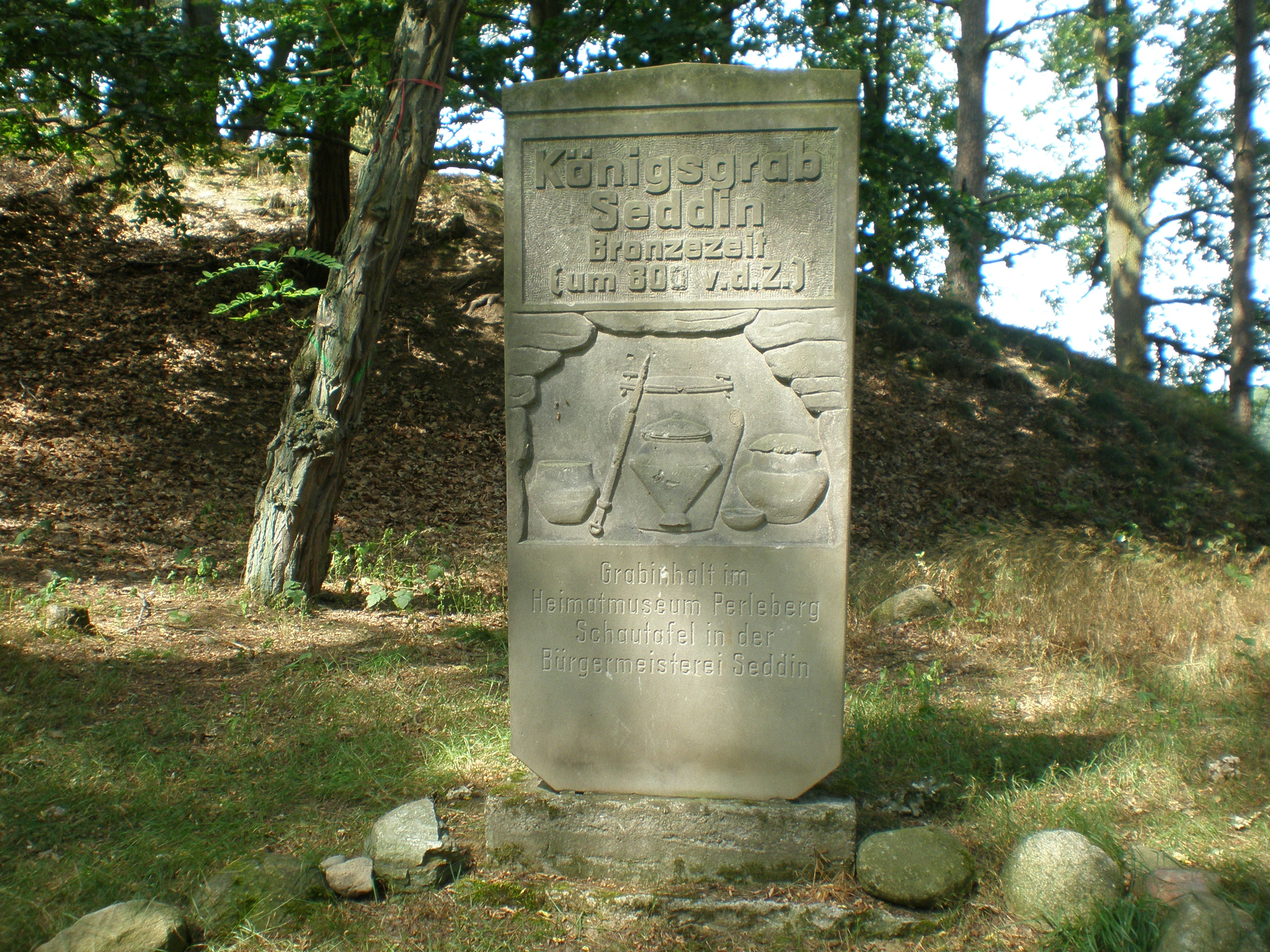
Gedenkstein vor dem Königsgrab Seddin

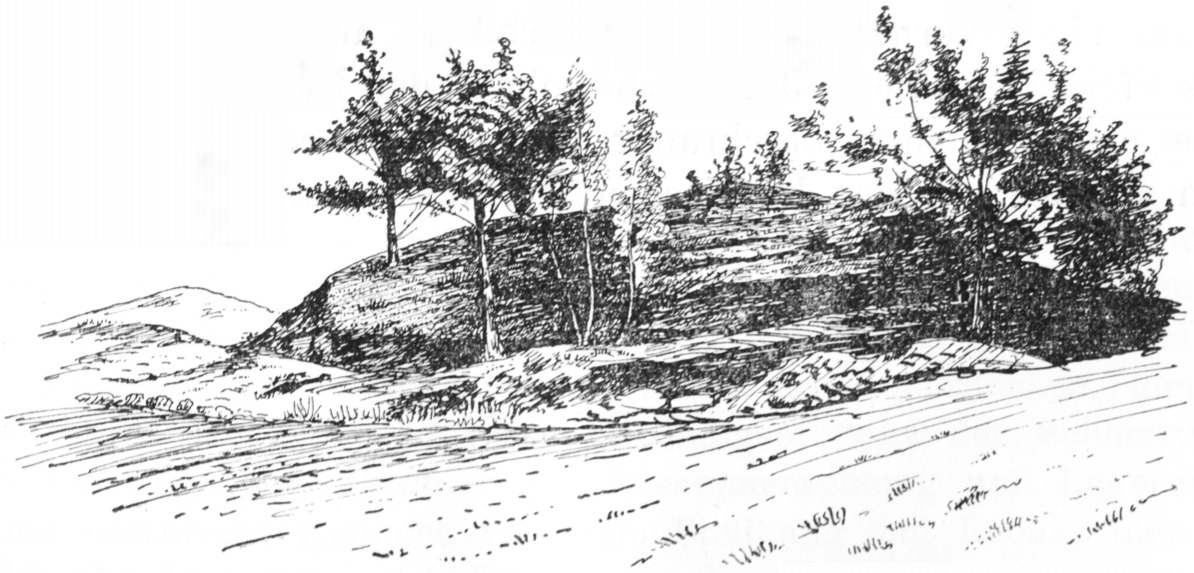
Das Königsgrab von Seddin, vor 1902 entstandene Skizze

Die intakte Grabkammer wurde 1899 von zwei Arbeitern zur Steingewinnung erbrochen. Am 20. September 1899 erkundeten Ernst Friedel, Direktor des Märkischen Museums in Berlin, in Begleitung von Berliner Pflegern des Museums, Bezirkspfleger Friedrich-Wilhelm Heinemann aus Perleberg und W. Pütz, Techniker der Preußischen Geologischen Landesanstalt zu Berlin, sowie weitere Personen den Tumulus. Nachdem der langjährige Pfleger Hermann Maurer die Grabkammer betreten hatte, sicherten die Beteiligten die Funde und nahmen eine erste Untersuchung vor. Die Funde gelangten 1899 ins Märkische Museum Berlin.

### Neuere Forschungen
Nach der 100-jährigen Wiederkehr der Entdeckung erwachte ab dem Jahr 2000 das Forschungsinteresse am Königsgrab, was zu archäologischen und interdisziplinären Feldforschungen durch das Brandenburgische Landesamt für Denkmalpflege und Archäologisches Landesmuseum (BLDAM) führte. 2002 legten Archäologen im Umfeld des Königsgrabs vier längere Grabungsschnitte an, die zu Funden von Siedlungsresten führten. 2003 und 2004 folgten weitere Ausgrabungen. Seit 2015 werden die Forschungen vom Seminar für Ur- und Frühgeschichte der Georg-August-Universität Göttingen, die der Archäologe Immo Heske leitet. Seither kommt es nahezu jährlich zu Ausgrabungen. Großflächige Grabungen im Umfeld der Grabanlage sind erst seit 2023 durch ein Forschungsprojekt unter Leitung von Immo Heske und dem brandenburgischen Landesarchäologen Franz Schopper möglich, das von der Deutschen Forschungsgemeinschaft (DFG) gefördert wird. Sie gelten dem umliegenden Siedlungsgebiet und seinen Beziehungen zum Grabhügel.

## Grabhügel und Grabkammer
Der durch seine Größe herausragende Grabhügel gehört zur sogenannten Seddiner Gruppe mit weiteren Großhügeln in der Umgebung, die im 19. Jahrhundert dem Chausseebau zum Opfer fielen. Sie datierten in die Zeit der Periode III–VI und sind gekennzeichnet durch die Beigabe von Schwertern, Metallgefäßen, Wagen- und Zaumzeugteilen. Die nächsten Parallelen solcher reich ausgestatteter Grabhügel finden sich auf Fünen und in Dithmarschen.
Die dezentral gelegene Grabkammer besteht aus neun großen Findlingen, ursprünglich mit Lehmverputz und roter Bemalung auf den Wänden und einem falschen Gewölbe als oberem Abschluss.
Bei Nachuntersuchungen am Grabhügel 2003 fand sich unter dem Grabhügel eine 15–20 cm dicke Sandschicht mit Holzkohleflitter. Bei der Sandschicht scheint es sich um den anstehenden Boden zu handeln, von dem der Mutterboden entfernt worden war. Die Holzkohlestückchen von Pappel, Weide und Eiche stammen vermutlich von einer Weihezeremonie oder einem Scheiterhaufen. Ein erstes C-14-Datum der Holzkohle ergab ein Alter von 829 v. Chr.

### Fundinventar

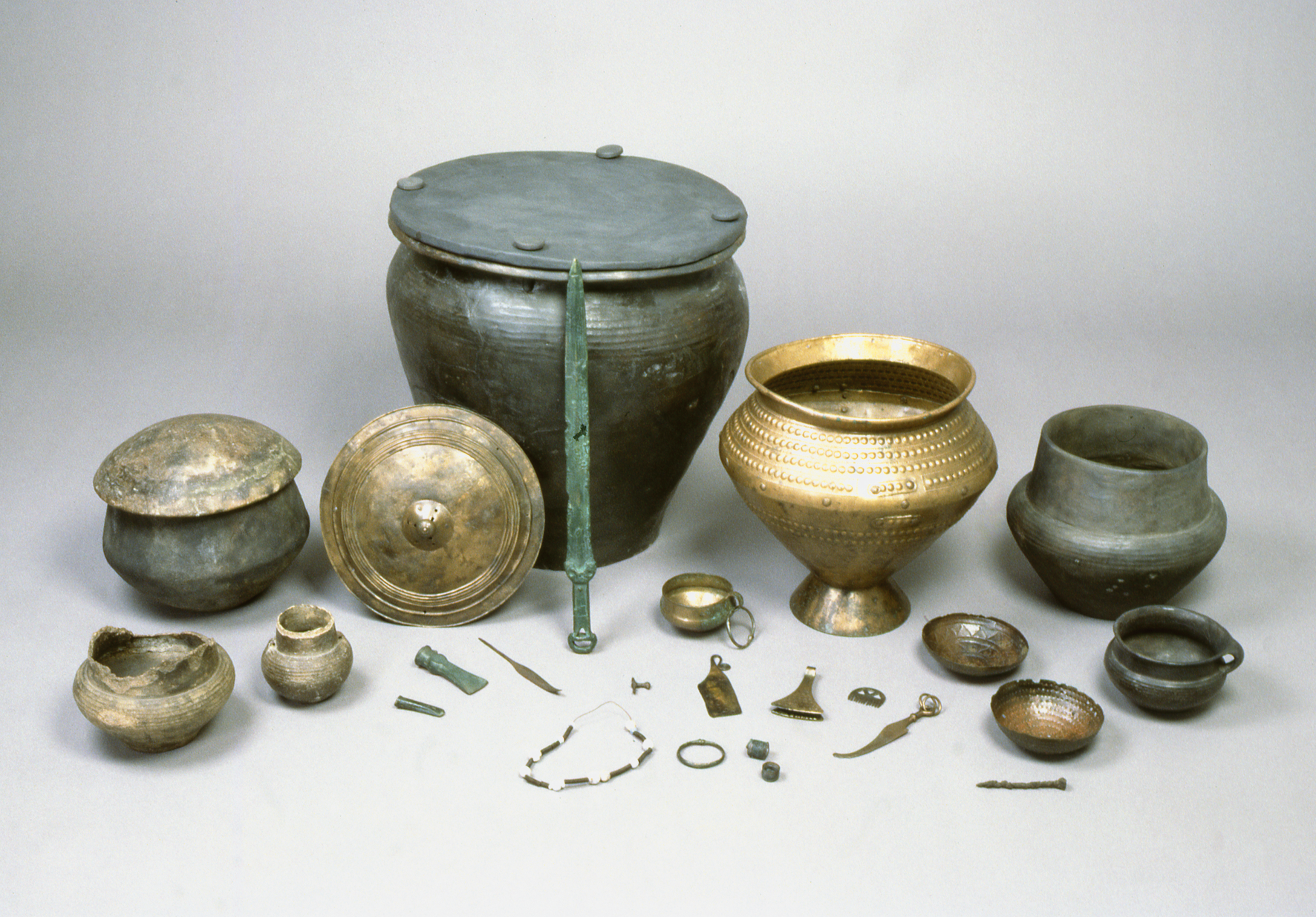
Funde aus dem Königsgrab von Seddin

Es handelte sich um insgesamt drei Brandbestattungen. Die Hauptbestattung befand sich in einem Topf mit einem Deckel, der mit Tonstiften darauf befestigt war. Im Topf befand sich eine Amphore aus Bronzeblech, in der sich der Leichenbrand befand, der vermutlich in ein Marderfell eingewickelt war. Als Grabbeigaben fanden sich ein Schwert, ein Tüllenbeil und -meißel, Wendelringe, Rasiermesser mit stilisierten Darstellungen, Bronzeblechgeschirr, Stangenknopf, Lanzettspitze, Kamm, Messer mit Ringgriff, Lockenringe aus Spiraldraht und zwei Eisennadeln.
Teile der Grabausstattung weisen auf Verbindungen zum Süden, insbesondere nach Mittelitalien. Die reiche Grabausstattung zeigt eine sozial hochgestellte Persönlichkeit. In jüngster Zeit wird auch eine kalendarische Symbolik der Verzierung der Bronzeamphore diskutiert, was der bestatteten Hauptperson eine sakrale Funktion, im Sinne von Sakralkönigtum, zuweisen würde.

## Steingrubenreihe
Im Jahr 2003 konnte bei Ausgrabungen ca. 50 m nördlich des Grabhügels eine fast 300 Meter lange Ost-West verlaufende Reihe von Steingruben nachgewiesen werden, die  Hitzeeinwirkungen ausgesetzt waren. Vermutlich handelte es sich um eine Ritualanlage als Kultfeuerplatz, wie von anderen Plätzen Norddeutschlands und Südskandinaviens bekannt. Radiokarbondatierungen von Holzkohleresten aus den Gruben ergaben ein Alter von 904 und 1001 v. Chr., die große zeitliche Differenz der beiden Werte irritiert dabei.
Die Grubenreihe passiert das „Königsgrab“ in einer Entfernung von 53 m. Zwar sind die Gruben mit einem Abstand von durchschnittlich 1,85 m perlschnurartig aufgereiht, jedoch entspricht der um wenige Grade von der Ost-West-Achse abweichende Befund keinesfalls einer exakten Geraden. Vor allem in der Mitte und im Westen der Reihe gibt es geringfügige Abweichungen einzelner Gruben und ganzer Grubengruppen. Dies spricht dafür, dass die Gruben nicht in einem Zuge oder nicht durch die gleichen Menschen errichtet wurden. Nach den Radiokarbondatierungen erfolgte der Bau der Reihe um 900 v. Chr., also kurz vor oder gleichzeitig mit dem „Königsgrab“.

## Königshalle
2023 kam es im Rahmen der Forschungen zum Siedlungsumfeld des Königsgrabs zu einer Ausgrabung, bei der die Reste eines überdimensionierten Gebäudes entdeckt wurden. Es befand sich in 250 Meter Entfernung westlich vom Königsgrab. Das Pfostenhaus stammt aus der Bronzezeit um 1000 v. Chr. und ist mit 10 Metern Breite und 31 Metern Länge der größte bisher entdeckte Bau dieser Zeitstellung im nordeuropäischen Raum. Es wird eine Gebäudehöhe von sieben Metern angenommen. Zwei Außenwände bestanden aus Feldsteinen, was eine Abweichung von der üblichen Bauweise in diesem Raum mit Holz und Lehm darstellt. Das Gebäude diente der Einlagerung von Getreide sowie der Unterbringung von Vieh. Es gab auch einen Bereich zum Wohnen und einen repräsentativen Bereich mit der Feuerstelle im Gebäudezentrum. Die Forscher nehmen an, dass der zentrale Raum für Feierlichkeiten genutzt wurde. Der brandenburgische Landesarchäologe Franz Schopper hält es für möglich, dass es sich bei dem Bau um eine Versammlungshalle für einen Herrscher handelte.

## Siedlung
2024 legten Archäologen etwa 300 Meter nördlich des Königsgrabs Gebäudereste einer dicht bebauten Siedlung frei, deren Pfostenhäuser sie aufgrund ihrer Bauart und zeitlichen Einordnung in Verbindung mit der Königshalle von Seddin sehen. Sie untersuchten sieben Gebäude und vermuten in dem Areal weitere Bauten. Die Häuser hatte eine Breite von etwa 7 Metern und eine Länge von ca. 17 Metern.

## Ausstellungen
Teile der Metallfunde im Märkischen Museum Berlin gingen im Zweiten Weltkrieg verloren. Die erhaltenen Originale, ergänzt um Kopien, waren seit dem Jahr 2002 wieder in der Dauerausstellung zu sehen. Seit 2019 befinden sie sich im Neuen Museum in Berlin. Nachbildungen des Fundkomplexes sind im Stadt- und Regionalmuseum Perleberg, im Prignitz-Museum in Havelberg sowie im Archäologischen Landesmuseum Brandenburg im Paulikloster zu sehen.

## Filme
- Königsgrab Seddin. Ein Monument der jüngeren Bronzezeit. Thomas Claus Medienproduktion, 2016. Video bei YouTube (17:12 Min.).